# Pattalodes brachyota
Pattalodes brachyota är en fjärilsart som beskrevs av Edward Meyrick 1889. Pattalodes brachyota ingår i släktet Pattalodes och familjen plattmalar. Inga underarter finns listade i Catalogue of Life.